# Robert Suckale
Robert Suckale (30. října 1943, Königsberg – 13. února 2020, Berlín) byl německý historik umění a medievalista, emeritní profesor na Technické univerzitě v Berlíně.

## Život
Vystudoval dějiny umění, klasickou archeologii a latinskou filologii středověku na univerzitách v Berlíně, Bonnu, Paříži a Mnichově. Roku 1970 obhájil doktorát na Ludwig-Maximilians-Universität München u profesora Wolfganga Braunfelse. Poté pracoval jako historik umění v Ústředním ústavu dějin umění (Zentralinstitut für Kunstgeschichte) v Mnichově a od roku 1971 jako vědecký asistent prof. Braunfelse na Institutu dějin umění (Institut für Kunstgeschichte) na Ludwig-Maximilians-Universität München. Roku 1976 se habilitoval prací o rukopisech z let 1414/1415, uložených v knihovně dolnobavorského kláštera Metten. V roce 1980 byl jmenován vedoucím katedry dějin umění na Univerzitě v Bambergu. V letech 1987–1991 působil jako expert na dějiny umění v Německé nadaci umění (Deutsche Forschungsgemeinschaft, DFG). Roku 1988 byl vedoucím sekce "Interkonference" Mezinárodní asociace umění (CIHA) v Mnichově (dvůr a město v pozdním středověku), zároveň vedoucím sekce Deutsches Kunsthistorikertag ve Frankfurtu (Stavební výzkum a historie budov). Roku 1989 obdržel akademické stipendium Nadace Volkswagen na dokončení publikace „Die Hofkunst Kaiser Ludwigs des Bayern“.
V roce 1990 byl Suckale jmenován vedoucím Institutu dějin umění (Institut für Geschichte und Kunstgeschichte) Technické univerzity v Berlíně. Roku 1992 byl hostujícím profesorem na Harvard Univerzity v USA. V letech 1997/1998 působil díky stipendiu Nadace Maxe Plancka jako profesor v Bibliotheca Hertziana v Římě (Richard Krautheimer residence). Roku 2005 byl vědeckým členem Institutu pokročilých studií na Princeton University v USA. Byl rovněž Directeur d'études associé de l 'Ecole des Hautes Etudes en Sciences Sociales v Paříži.
Roku 2004 musel předčasně odejít do důchodu pro onemocnění, ale i nadále byl vědecky aktivní.
Roku 2011 obdržel čestný doktorát na Courtauld Institute of Art Londýnské Univerzity. Roku 2014 byl zvolen členem Americké akademie umění a věd.

## Vědecká práce
Suckaleovo dílo se vyznačuje mezinárodním přesahem a zahrnuje německé země, Francii, Itálii a země střední a východní Evropy. V polovině 80. let získalo velkou popularitu mezi studenty umění jeho dílo o francouzské gotické architektuře, které napsal společně s Dieterem Kimpelem.
Jeho práce ukazují, že věda o umění potřebuje celoevropskou perspektivu a přeshraniční výzkum. Sám o německé kultuře prohlásil: Rysy, které pociťujeme jako „vlastní“ se mohou ukázat jako něco převzatého a přivlastněného. Zpětný pohled ukazuje, že kultura této země byla nejzářivější tehdy, když byla otevřená. Provincialismus ji ochromuje a nacionalismus ji oslepuje.
V centru jeho zájmu jsou samotná umělecká díla, ve kterých hledá technickou blízkost i širší historické zařazení. Suckaleova metodologie historie umění kombinuje otázky stylu a ikonografie s otázkami funkce umění a jeho účinku na pozorovatele, vztahu umění a politiky, teologie a historie zbožnosti. Dal vzniknout množství nových přístupů ke studiu středověkého umění, které dnes patří k základům oboru. Věnuje se rovněž různým stylům středověké deskové malby jako předmětu náboženského kultu a jejich funkci ve středověké architektuře. Součástí jeho univerzitní výuky se stalo ukotvení památkové péče v oboru dějin umění. Pro českou historii umění mají význam jeho studie problematiky symboliky zbožných obrazů, nové narativní malby 15. století a ikonografické a formální inovace českého umění.
Od roku 1996 byl vedoucím interdisciplinárního projektu, financovaného Německou nadací umění, „Malerei vor Dürer: Fränkische Tafelmalerei um Hans Pleydenwurff und Michel Wolgemut“ (Předchůdci Dürera). Na univerzitě v Bambergu byl v letech 1996–2005 vedoucím projektu postgraduálního studia DFG „Kunstgeschichte – Bauforschung – Denkmalpflege“. V Lipském Centru pro humanitní vědy ve střední Evropě se spolu s Jiřím Fajtem podílel na založení projektu "Umění a kultura střední Evropy v době Jagellonců (cca 1450–1550)." Ve své práci spojuje dějiny umění a aspekty památkové péče. Podílel se také na založení postgraduálního studia památkové péče na Technické univerzitě v Berlíně ("Schinkel-Zentrum für Architektur, Stadtforschung und Denkmalpflege").
Založil výzkumný projekt „Geistliche Frauen“ (Duchovní ženy), který se věnuje všem formám ženské religiozity, které se projevily v komunitním životě v klášterech. Výsledky představil v roce 2005 na velké výstavě v Bonnu (Bundeskunsthalle) a Essenu (Ruhrlandmuseum) pod názvem "Krone und Schleier" (koruna a závoj).